# Адам и Ева 66
„Адам и Ева 66” је југословенски кратки филм из 1966. године. Режирао га је Милош Радивојевић који је написао и сценарио.

## Улоге
| Глумац      | Улога |
| ----------- | ----- |
| Зоран Бечић |       |
| Ева Рас     |       |